# Ouargaye
Ouargaye é uma cidade burquinense, capital da província de Koulpélogo. Em 2012, sua população era estimada em 11 754 habitantes.